# Macromia transversa
Macromia transversa – gatunek ważki z rodziny Macromiidae. Występuje w Ameryce Północnej – na terenie Stanów Zjednoczonych i południowej Kanady.